# Methode van Euler

Twee stappen bij de methode van Euler

De  methode van Euler is een methode om een numerieke oplossing te berekenen van een differentiaalvergelijking met beginvoorwaarden, die door Leonhard Euler is bedacht. Het is de eenvoudigste Runge-Kuttamethode. Euler heeft de methode in 1768 in zijn boek Institutiones Calculi Integralis gepubliceerd.

## Methode
Een numerieke oplossing van de differentiaalvergelijking:
{\displaystyle x'=f(t,x)}
met beginvoorwaarde
{\displaystyle x(t_{0})=x_{0}}
kan stapsgewijs, met stapgrootte {\displaystyle h}, in de punten {\displaystyle t_{n}=t_{0}+nh} worden verkregen via:
{\displaystyle t_{k+1}=t_{k}+h}
en 
{\displaystyle x_{k+1}=x_{k}+hf(t_{k},x_{k})}
De berekende waarden {\displaystyle x_{k}} zijn benaderingen van de werkelijke waarden {\displaystyle x(t_{k})}, de exacte oplossing van het beginwaardeprobleem. Hoe kleiner de stapgrootte {\displaystyle h} wordt gekozen, hoe meer rekenwerk er nodig is, maar hoe nauwkeuriger de benaderingen
worden.

## Afleiding
Voor de afleiding van de methode wordt het beginwaardeprobleem 

{\displaystyle x'=f(t,x)\qquad x(t_{0})=x_{0}}
omgezet in de equivalente integraalvergelijking
{\displaystyle x(t)=x_{0}+\int _{t_{0}}^{t}f(s,x(s))\ \mathrm {d} s}
Het idee achter de methode van Euler is een eenvoudige  kwadratuurformule voor de integraal te gebruiken en in elke stap de integrand te benaderen door de waarde aan de linker intervalgrens:
{\displaystyle x(t_{k+1})=x(t_{k})+\int _{t_{k}}^{t_{k+1}}f(s,x(s))\ \mathrm {d} s\approx x_{k}+\int _{t_{k}}^{t_{k+1}}f(t_{k},x_{k})\,\mathrm {d} s=x_{k}+hf(t_{k},x_{k})=x_{k+1}}